# Hals über Kopf
Hals über Kopf (in Nederland uitgezonden als Hals over kop) was een jeugdserie die werd geproduceerd en uitgezonden door de West-Duitse televisieomroep ZDF, tussen eind 1987 en begin 1991. De serie speelde zich af in West-Berlijn, en de verhalen gingen over kinderen die 'verdwenen', om dan onder komische omstandigheden weer op te duiken. Daarbij werkten vooral de volwassenen zich in de nesten. Vaste personages waren het echtpaar Wurzel en politieagent Hund, gespeeld door Wolfgang Gruner. De laatste gebruikte in de serie een markante dienstauto: hij reed een Citroën 2CV met het opschrift "Polente". Dat is een Duitse bijnaam voor de politie, maar in dit geval ook een woordspeling op het type auto (een eendje, in het Duits Ente).
De serie werd in Nederland uitgezonden door de publieke omroep VPRO, op de zondagochtend.